# Зубов, Платон Павлович
Плато́н Па́влович Зу́бов (около 1796 — после 1857) — русский военный историк, писатель-беллетрист и стихотворец, авантюрист; офицер, участник Отечественной (1812), Русско-персидской (1826—1828) и Русско-турецкой (1828—1829) войн.

## Биография
Происходил из дворян Владимирской губернии. Сын генерала (в дальнейшем переименованного в действительные статские советники) Павла Петровича Зубова и баронессы фон дер Остен-Сакен. Имя ему было дано в честь троюродного брата отца ― Платона Александровича Зубова, являвшегося фаворитом Екатерины II.
Во время Отечественной войны 1812 года Зубов в чине урядника добровольцем зачислился в сформированный в Вязниковском уезде 3-й полк Владимирского ополчения, которым командовал его отец. В октябре 1813 года за отличие был произведён в офицерский чин прапорщика. В 1814 году уволился со службы.
В 1816 году Зубов был издателем журнала «Модный Вестник» (в 1817 году переименован во «Всеобщий модный журнал»). С 1824 года он принимал участие в финансовых махинациях своего отца по составлению фальшивых ломбардных билетов, используемых для залога или при расчёте в качестве эквивалента денег. В 1828 году их мошенничество было раскрыто. Его отец был лишён генеральского чина, всех орденов и навечно сослан в Тобольск, а сам Платон Зубов был лишён дворянства, разжалован в рядовые и по повелению императора Николая I определён в 40-й егерский полк, который участвовал в то время в Русско-персидской войне. Затем в составе того полка принимал участие в Русско-турецкой войне. За храбрость и мужество, проявленные им при взятии Карса, в том же 1828 году был произведён в унтер-офицеры.
По окончании военных действий в Закавказье Зубов, чтобы поддержать своего ссыльного отца, ходатайствовал о своём переводе в Тобольск, и в 1832 году был переведён в Сибирский линейный батальон. Вскоре, однако, отец его скончался. Вслед за тем Николай I простил Платона Зубова, вернув ему дворянское достоинство и офицерский чин, а также позволив уйти в отставку. В 1833 году Зубов вернулся в Тифлис. Там он женился и, в виду скверной репутации из-за бывших махинаций, вскоре переехал в Москву, а за тем в Санкт-Петербург.
Выйдя в отставку, Зубов занялся литературной деятельностью. Писал как историко-приключенческие романы, так и путеводители и хроники минувших войн. Работы Зубова сопровождались этнографическими и историческими сведениями. Им рассматривались экономика, география, зоология, быт, нравы, религия, обряды и языки кавказских народов. Также много писал и в стихах. Однако отчасти работы его вызывали негативную оценку литературных критиков. Так, к примеру, В. Г. Белинский в своей рецензии на издание Зубова «Подвиги русских воинов в странах кавказских, с 1800 по 1834 год» отмечал: «главный недостаток состоит в слоге, который обличает руку не твёрдую, не привычную, словом, не литературную». Тем не менее, данный труд пользовался огромным успехом у читателей и в той же рецензии Белинский отмечал: «Несмотря на всё это [отсутствие дара литератора], автор заслуживает благодарность публики за свой труд». Записи Зубова, как участника («очевидца») военных действий на Кавказе первой трети XIX века, из его «Журнала знаменитых событий» публиковались в газете «Северная пчела».

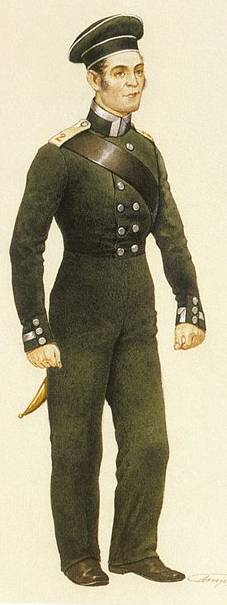
Предположительное изображение Зубова в форме матроса ластового экипажа.

Свою литературную деятельность Зубов пытался совместить с предпринимательской. В Петербурге им были выдвинуты ряд проектов. При их реализации, Зубов прибегал к сомнительным авантюрам, однако не исключая при этом, как отмечала М. К. Евсеева, «благородных помыслов». С целью предотвратить голод в случае неурожая, он составил проект по страхованию посевов. При создании в 1839 году первого на тот момент частного транспортного агентства ― «Товарищество для транспортировки между столицами», он подписывал документы, выдавая себя за коллежского асессора, в результате чего стал жертвой шантажа, доведшего его до разорения. В 1840 году Зубов написал «покаянное письмо» графу А. Х. Бенкендорфу, однако, ещё до получения ответа был арестован по доносу и заключён под стражу. В апреле следующего 1841 года был прощён по манифесту и освобождён. Вслед за тем Зубов принялся за усовершенствование паровоза и, для сборки данной машины собственной конструкции, занял денежные средства по векселям, которые вскоре были признаны подложными. В 1844 году он вновь был арестован и в следующем 1845 году определён в морскую арестантскую роту, а в 1846 рядовым был переведён во 2-й Ластовый экипаж.
Находясь под арестом Зубов занимался составлением стихов. В 1845 году «в пользу двух малолетних благородных девиц, лишившихся отца по стечению несчастных обстоятельств» им был выпущен «Сборник стихов». Однако, Зубов не обладал особым поэтическим дарованием. По мнению литературных критиков, у него отсутствовали поэтические навыки и эстетический вкус.
В 1849 году Зубов «по уважению его хорошего поведения и усердия в службе и по болезненному состоянию» был уволен со службы. Во время Крымской войны 1853—1856 годов он писал патриотические стихи, а также песни и сатирические куплеты, выходившие как отдельными брошюрами, так и сборниками. На фоне массового подъёма в России военно-патриотического настроения, в работах Зубова прослеживались идеи избранности России, непобедимости русской армии и о превосходстве «Святой Руси», царя и православия. Также Зубов зачастую упоминал победу России в Отечественной войне 1812 года и подвиги А. В. Суворова. Отзывы на работы Зубова были неоднозначны. Литературные критики указывали на «скверное» им владение слогом, лубочный стиль, псевдонародный язык и прочее. Однако в военных и правительственных кругах его работы имели ощутимое одобрение. А. Гельвих, подвергнув критике изложение Зубовым в стихах и прозе, также отмечал, что патриотические стихи его были согреты «искренним чувством любви к родине».
В 1857 году против Зубова было выдвинуто обвинение в подделке билетов Московской сохранной казны. Не дожидаясь ареста, он скрылся. Несмотря на все усилия полицейских агентов, им так и не удалось выйти на след Зубова. Дальнейшая его судьба осталась неизвестной. По одной из версий, он по поддельному паспорту покинул Россию.

## Избранная библиография Платона Зубова
Сочинения
- Шесть писем о Грузии и Кавказе, писанные в 1833 году Платоном Зубовым (М., 1834)
- Картина Кавказского края, принадлежащего России, и сопредельных оному земель в историческом, статистическом, этнографическом, финансовом и торговом отношениях: в 4-х частях (СПб., 1834—1835)
- Подвиги русских воинов в странах кавказских с 1800 по 1834 год: в 2-х томах [4 части] (СПб., 1835—1836) — осталось неоконченным.

2-е (отдельное) издание
- Подвиги русских на Кавказе (т. 2, ч. 3. — СПб., 1837)
- Персидская война в царствование императора Николая I (т. 2, ч. 4. — СПб., 1837)

- Живописная панорама всеобщей военной истории, издаваемая Платоном Зубовым (СПб., 1836) — вышел только 1-й том: «Взгляд на военное образование древних персов во время Кира».

Романы
- Карабахский астролог, или Основание крепости Шуши в 1752 году: в 2-х частях (исторический закавказский роман; М., 1834)

- The Astrologer of Karabagh or the Establishment of the Fortress of Shushi 1752 (англ.) (Arlington, MA)

- Прекрасная грузинка, или нашествие Аги-Магмет-хана на Тифлис в 1795 году: в 2-х частях (исторический грузинский роман; М., 1834)
- Талисман, или Кавказ в последние годы царствования императрицы Екатерины II: в 2-х частях (исторический роман; СПб., 1847)

Стихи и песни
- Сборник стихов (СПб., 1845)
- Альбом патриотических стихотворений на нынешнюю войну: Сборник (СПб., 1854)
- Вот это чисто по-русски! Или как разгромил кн. Бебутов турок под Карсом 24 июля 1854 года (СПб., 1854)
- Битва русских с англичанами и французами на Инкерманских высотах близ Севастополя 24 октября 1854 года (СПб., 1854)
- Стихотворения и русские солдатские песни в 1854 году: Сборник (СПб., 1854) — Издано в пользу малолетней дочери автора.
- Православному русскому народу, по прочтении Высочайшего манифеста 14 декабря 1854 года (М., 1855) — С видами Иерусалима и Константинополя.

Прочее
- Исторические анекдоты персидских государей от самого основания персидской монархии до наших дней (М., 1838)